# Ulrich Richental
Ulrich Richental (Konstanz, 1356–1360 közt – 1437) késő középkori konstanzi polgár, krónikaíró. A neve előfordul Konrad von Richental, Richenthal, Reichenthal alakban is.

## Életútja
Johanes Richental, konstanzi városi írnok fia. Ez a hivatal számos generáción át öröklődött a családjában. A neve 1380-ban konstanzi klerikusként (clericus Constantiensis) fordul elő, de később visszavonult a papi hivatástól. 1410-ben már nős volt. Az egyházi reformra törekvő oldalhoz tartozott. A Konstanzi zsinat idején (1415) 55-60 éves lehetett és valószínűleg gyermektelen volt. 1418-1425 közt Csehországban utazott. Kelet- és dél-európai utazásai felkeltették az egyházi ügyek iránti érdeklődését. Az 1425-1434 közti források szerint kereskedő és írnok volt. Magas kort ért meg. 

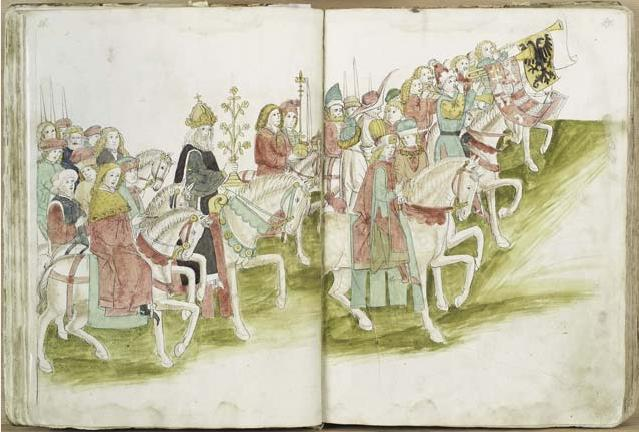
Zsigmond bevonulása a Konstanzi Zsinatra birodalmi és magyar trombitásokkal. Überlingen, 1465 körül. New York Public Library, Astor, Lennox and Tilden Foundation

A neve az általa a Konstanzi zsinat történetéről összeállított krónika révén (Chronik des allgemeinen Konzils zu Konstanz) ismert, melynek fontos magyar történeti és heraldikai vonatkozásai is vannak. Számos magyar címert tartalmaz. Művét Thallóczy Lajos méltatta.
Richental a zsinatról 1420-1430 közt írt krónikájában egyaránt megörökítette a világtörténelmi jelentőségű zsinat politikai és kulturális eseményeit, de a hétköznapi történéseket is. Forrása a szász, az osztrák herceg, Zsigmond király, a lengyel követ, Boroszló püspöke, Eberhard von Nellenburg, egy herold, Landulf bíboros tanácsadója stb. Krónikája elveszett, de több 15. századi másolata is készült. 
Ma öt kézirata (A, Aulendorf / N.Y. Public Library; K, Konstantz / Rosgarten; W, Wien (Bécs); P, Prága regisztráció után a XVI A 17 kódexet vagy Richentalt kell keresni; G, St. Georgen / Karlsruhe) és két korai nyomtatott változata ismert (D, Anton Sorg 1483 ; S, Heinrich Steiner 1536). Mintegy 800 címert tartalmaz a zsinat világi és egyházi résztvevőjétől. A gazdagon illusztrált New York-i kézirat (Überlingen, 1465 körül) képei az eredeti példányéra vezethetők vissza, melyeket a korszak legjelentősebb felső-rajnai festőjének, Konrad Witznek tulajdonítanak. Szövegének átirata: 

## További információ
- Kollai Istvánː Egy középkori krónika, Robert Fico ajánlásával. Új Szó, 2017. február 3. Online
- Ulrich Richental krónikájának kiadása: H. Levin, 1880